# F-1タッグ選手権
F-1タッグ王座（エフ-ワン・タッグおうざ）は、武藤敬司によって創設されたプロレスのニセモノ王座。「F-1」の「F」は「Fake（ニセモノ）」の頭文字。PWFが認定となっているが、こちらは本来の「Pacific Wrestling Federation」ではなく「Pacific Wrestling Fanclub」の略。

## 第1期

### 歴史
2006年3月21日、全日本プロレス後楽園ホール大会「ファン感謝デー」で武藤敬司&神奈月（武藤のものまね）組対小島聡&イジリー岡田（三沢光晴のものまね）組戦といった初めてプロレスラーと、お笑い芸人を混ぜたタッグマッチが組まれたことが始まりである。同年、武藤が今後も、ものまね芸人を交えた試合を継続していくことを明らかにして大会を充実させるために創設。
タイトルマッチは「ファン感謝デー」、「武藤祭」などの、お笑いを融合したバラエティー色の強い大会で行われている。
2013年5月31日、王座の創設者である武藤が全日本を退団により封印。

### 特徴
プロレスラーとタレントがタッグを組んでプロレスの試合（60分1本勝負）を行う。タレントは誰かのものまねで出場する以外の制約はなパートナー以外く、或いはプロレスラー以外のものまねをしてもよいし、試合中にものまねのネタを変えてもよい。セコンドとして別のタレントを付けたり（何かしらのものまねであれば試合介入も可能）、最初からタレントを追加して2対3のハンディキャップマッチとする、男女混成チームでの挑戦も可能など、試合形式そのものも臨機応変に変更される。また、プロレスラー側がものまねや芸を披露することは必須ではないが、ほとんどの試合でタレント側から芸を要求される。さらに、その要求を拒否することは、この試合においては反則とみなされる（反則カウントも取られる）ため、必然的にプロレスラーも芸を披露する羽目になる。
選手権の開催宣言はPWF会長が行なうが、そもそも認定団体自体がシャレの為にこの会長もものまねであり、「菊サン・ハンセン」（第2代会長スタン・ハンセンのものまねをした菊タロー）や第3代会長馳浩のものまねをした神奈月が立会人として開催宣言を読み上げる。F-1タッグ王者のベルトも製作されている。ベルトは比較的軽いのだが、これを立会人や選手がいかにも重いベルトであるかのように取り扱うのもお決まりのネタとなっている。F-1タッグチャンピオンシップでは、PWF関連のネタは省かれ、ベルトもWRESTLE-1仕様にリニューアルされた。
試合に関しては基本的にプロレスそのものだが、通常の試合に比べてお笑い要素が多いのが特徴。途中で誰かが試合を止め、タレントやプロレスラー、レフェリーがものまねをはじめとした持ちネタを披露する時間が設けられる。この時間帯では、タレントがプロレスラーをいじり、前述のように何かしらの芸を披露させることが多い。

### 歴代王者
| 歴代  | タッグチーム            | 防衛回数 | 獲得日付 （試合結果）          | 獲得場所 （対戦相手・その他）      |
| ----- | ----------------------- | -------- | ------------------------------ | ---------------------------------- |
| 初代  | 武藤敬司&神奈月         | 8        | 2006年12月15日 ○神奈月 - 原口× | 後楽園ホール 天山広吉&原口あきまさ |
| 第2代 | 浜亮太&長州小力         | 0        | 2010年12月12日 ○小力 - 神奈月× | 後楽園ホール                       |
| 第3代 | 征矢学&レイザーラモンRG | 0        | 2011年12月11日 ○征矢 - 浜×     | 後楽園ホール                       |
| 第4代 | 大森隆男&神奈月         | 0        | 2012年12月15日 ○神奈月 - RG×   | 後楽園ホール 封印                  |

第1戦 2006年12月15日 後楽園ホール 「ファン感謝デー」
- 武藤敬司&神奈月（武藤敬司のものまね） vs 天山広吉&原口あきまさ（蝶野正洋のものまね）

神奈月が原口へシャイニングウィザードからの体固めで勝利。武藤&神奈月組が初代F-1タッグ王座を獲得。
第2戦 2007年6月10日 後楽園ホール 「武藤祭」
- <王者>武藤敬司&神奈月 vs <挑戦者>渕正信&上島竜兵（大仁田厚のものまね）with肥後克広（ジャンボ鶴田のものまね）、寺門ジモン

途中、神奈月が馳にスイッチし上島扮する大仁田との国会議員対決も実現。ダチョウ倶楽部お馴染みの「俺がやるよ!」からの「どうぞどうぞ」攻撃は、一芸を渋る武藤が標的となり、いつもはやられる側の上島やレフェリーの和田京平、さらには観客も巻き込んで行われた。肥後の熱々おでん誤爆を合図に敵・味方を問わず上島への集中攻撃が始まり、神奈月が上島を足4の字固めで捕獲したところに、武藤のおでん、渕の蒸しタオル、寺門によるおでんの絨毯爆撃という波状攻撃でギブアップ。武藤&神奈月組が初防衛に成功。
なお、武藤と神奈月は同興行のメインイベントとして、武藤本人に武藤のものまねをした8人のプロレスラーおよび芸人が挑む「ムトー・ランブル」にも参戦。本物の武藤、ランジェリー武藤（若手時代の武藤敬司のものまね）、カズ・ハヤシ、菊藤さんといった強敵をかわし、最後は武藤本人のアシストを得て神奈月が優勝。
第3戦 2007年12月16日 後楽園ホール 「ファン感謝デー」
- <王者>武藤敬司&神奈月 vs <挑戦者>佐々木健介&ザ・たっち（健介&北斗のものまね）w:北斗晶

セコンドも含めた登場人物全員（武藤、健介、北斗）が綺麗に2人ずついるという本選手権史上でも珍しいパターン。神奈月がコーナートップからのムーンサルトプレス（武藤と裏切った健介の補助付き）でたっちを2人まとめてフォール。武藤&神奈月組が2度目の防衛に成功。
第4戦 2008年1月26日 大阪府立体育会館第2競技場 「ファン感謝デー in 大阪」
- <王者>武藤敬司&神奈月 vs <挑戦者>鈴木みのる&アントニオ小猪木（アントニオ猪木のものまね）

挑戦者チームの2人はこの3日前に小猪木の自主興行で対戦、気合を入れてのタイトル挑戦となった。鈴木は当初素で登場したが、途中でキレて試合放棄か、と見せ掛けブルーザー・ミノディ（ブルーザー・ブロディのものまね）として再登場。神奈月が小猪木へシャイニングウィザードからの体固めで勝利。武藤&神奈月組が3度目の防衛に成功。
第5戦 2008年6月10日 後楽園ホール 「武藤祭」
- <王者>武藤敬司&神奈月 vs <挑戦者>曙&はなわ（武蔵丸のものまね）

プロレス史上、一度も実現していなかった元大相撲横綱同士によるタッグが登場。神奈月がはなわを相撲で倒した後、「相撲ルパッケージホールド」でフォール。武藤&神奈月組が4度目の防衛に成功。
第6戦 2008年12月14日 後楽園ホール 「ファン感謝デー」
- <王者>武藤敬司&神奈月 vs <挑戦者>神取忍&前田健（松浦亜弥のものまね）

前田の要求により、金的攻撃ありの特別ルールを採用。ただし試合中で行われたのは、前田から王者組へのセクハラまがいの攻撃や、神奈月が前田にかけたはずかし固めなど、性的な攻撃ばかりであった。途中、神奈月が古賀シュウ（神取忍のものまね）を人間凶器として投入し神取に精神的ダメージを与える。両軍入り乱れてのセクシーダンス合戦から、最後は神奈月が前田へシャイニングウィザードからの体固めで勝利。武藤&神奈月組が5度目の防衛に成功。
第7戦 2009年1月25日 神戸サンボーホール 「ファン感謝デー in 関西」
- <王者>武藤敬司&神奈月 vs <挑戦者>渕正信（タイガーマスク（2代目）のものまね）&イジリー岡田（三沢光晴のものまね）

タイトル創設の切っ掛けを作ったイジリーが満を持しての初挑戦、キャラクターの違いはあれど「三沢&三沢」（しかも本人不在）のタッグが実現した。武藤がイジリーへの顔面固めで勝利。武藤&神奈月組が6度目の防衛に成功。
第8戦 2009年6月10日 後楽園ホール 「武藤祭」
- <王者>武藤敬司&神奈月 vs <挑戦者>西村修&ユリオカ超特Q（藤波辰爾のものまね）&グラップラーたかし（アントニオ猪木のものまね）

西村の要求により、2対3のハンディキャップマッチで対戦。現実での関係が修復不可能な程に決裂した西村と藤波のタッグ再結成が実現し、また堅物イメージの強い西村が（扮装抜きながら）「認定証を読み上げる坂口征二」や「銀座で酩酊する渕正信」などを披露する場面も。終盤、長州力にスイッチした神奈月が西村の逆鱗に触れピンチを招くが、辛くも乗り切り最後はたかしをリキラリアットからの片エビ固めでフォール。武藤&神奈月組が7度目の防衛に成功。
第9戦 2009年12月13日 後楽園ホール 「ファン感謝デー」
- <王者>武藤敬司&神奈月 vs <挑戦者>越中詩郎&ケンドーコバヤシ（越中詩郎のものまね）

ファンの要望が多かった「ダブル越中」組（同時に越中&「小林」の元祖反選手会同盟でもある）が満を持して登場。越中が神奈月の尻芸の挑発に応え、赤フン姿を披露するサプライズがあった。最後は神奈月がコバヤシにシャイニングウィザードからの体固めでフォール。武藤&神奈月組が8度目の防衛に成功。
第10戦 2010年12月12日 後楽園ホール 「ファン感謝デー」
- <王者>武藤敬司&神奈月 vs <挑戦者>浜亮太（長州力のものまね）&長州小力（長州力のものまね）

2010年は武藤の負傷欠場のため武藤祭が無く、1年ぶりのタイトル戦。この回から、1年に1回の開催となる。全日本初登場となる小力と「焼豚力（ちゃーしゅーりき）」に扮した浜の「ダブル長州」組が挑戦した。浜はSMOPでタッグを組む曙のものまね（しかもハッスルのモンスター・ボノのものまね）にも挑戦。非常に特徴をつかみ観客の爆笑をさらうも、後で曙に叱られるであろうことにおびえていた。最後は小力が神奈月を小力ラリアットからの体固めでフォール。武藤&神奈月組の4年に及ぶ長期政権をストップさせて浜&小力組が第2代F-1タッグ王座を獲得。
第11戦 2011年12月11日 後楽園ホール 「ファン感謝デー」
- <王者>浜亮太&長州小力 vs <挑戦者>征矢学（大森隆男のものまね）&レイザーラモンRG（新崎人生のものまね）

前年に王者陥落した神奈月は馳浩の物まねで、コミッショナーとして登場。挑戦者組は実際の征矢&大森のタッグ「GET WILD」を模したRGW（リアル・ゲット・ワイルド）として登場したが、RGが途中で披露したあるあるネタは完成度の低さからブーイングが飛び交う始末だった。最後は征矢が浜をワイルドボンバー連発からの片エビ固めでフォール。征矢&RG組が第3代F-1タッグ王座を獲得。
第12戦 2012年12月15日 後楽園ホール 「ファン感謝デー」
- <王者>征矢学&レイザーラモンRG vs <挑戦者>大森隆男（ハルク・ホーガンのものまね）&神奈月（ブルーザー・ブロディのものまね）

GET WILDのパートナー対決となった。神奈月が2年ぶりに選手として参戦し、菊サン・ハンセンがコミッショナーとして再登場。最後は神奈月がRGをシャイニングウィザードからの体固めでフォール。大森&神奈月組が第4代F-1タッグ王座を獲得。

## 第2期

### 歴史
2015年8月30日、武藤敬司がWRESTLE-1で王座を復活させることを発表。ただし、歴代王者とは切り離す形で改めて初代王者としてカウントされる。
2020年4月1日、WRESTLE-1が活動休止により封印。

### 歴代王者
| 歴代 | タッグチーム    | 防衛回数 | 獲得日付 （試合結果）         | 獲得場所 （対戦相手・その他）       |
| ---- | --------------- | -------- | ----------------------------- | ----------------------------------- |
| 初代 | 武藤敬司&神奈月 | 0        | 2015年10月9日 ○神奈月 - スギ× | 後楽園ホール 征矢学&スギちゃん 封印 |

第1戦 2015年10月9日 後楽園ホール 「ファン感謝デー」
- 武藤敬司&神奈月（武藤敬司のものまね） vs 征矢学（スギちゃんのものまね）&スギちゃん

WRESTLE-1に舞台を移して復活した第1戦は、全日本プロレス時代に絶対王者として君臨した武藤&神奈月組と、ワイルドという共通項を持つ征矢&スギちゃん組が対戦した。スギちゃんは武藤から失敬した毒霧を飲み込んだり、ブレイク前のキャラである「おっぱい先生」に変身したりするなどのワイルド殺法を披露。しかし、ダブル井上陽水、大会直前に文部科学大臣に就任した馳浩のまねをする神奈月、さらには武藤のまねをする武藤、などという荒業を繰り出すダブル武藤組の壁は厚く、最後は神奈月がスギちゃんをシャイニングウィザードからの体固めでフォールし、武藤&神奈月組が初代F-1タッグ王座を獲得。スギちゃんは大会前の記者会見のやりとりで、敗戦した場合は『とんねるずのみなさんのおかげでした』にて購入した648万円の腕時計を没収されることになっていたが、土下座により許してもらっていた。

## ものまねプロレス祭 まねんのか!
一連のものまねプロレスが好評を博したため、2008年8月7日にはものまねプロレスだけの興行「まねんのか!」が後楽園ホールにて行われた。タイトルは当時行われた格闘技の興行「やれんのか!」のパロディ。武藤敬司をコミッショナーに迎え、プロレスを愛するお笑い芸人が一挙集結し、大いに盛り上がりを見せた。この成功を受け、2009年8月31日には第2回興行が後楽園ホールにて開催された。

### 第1回
ものまねプロレスバトルロイヤル
10組の芸人が「細かすぎるプロレス・格闘技ものまね」を順番に披露し、審査員である武藤が不合格を出すと脱落となる。古賀シュウ（神取忍のものまね）との決勝を制したグラップラーたかしが優勝。しかし、彼は見た目はアントニオ猪木のものまねをしているのにもかかわらず、ほとんどが前田日明のネタであった。決勝に残った2名は、後にF-1タッグ王座のタイトルマッチに出場した。
キン肉マン生誕29（にく）周年記念スペシャルタッグマッチ
- キン肉マン（お宮の松）&テリーマン（おかゆ太郎） vs アシュラマン（ハリウッドザコシショウ）&ザ・サンシャイン（はなわ、大和ヒロシ）

キン肉マン屈指の名勝負をものまねで再現。作者であるゆでたまごの嶋田隆司も来場した。
メインまねんのか! 旧新日本軍 vs 旧全日本軍
- 武藤敬司（神奈月）&蝶野正洋（原口あきまさ）&佐々木健介 w:北斗晶（ザ・たっち） vs ジャンボ鶴田（肥後克広）&大仁田厚（上島竜兵）&三沢光晴（イジリー岡田）w:寺門ジモン

当時のF-1タッグの集大成ともいえる試合。冒頭ではアントニオ猪木に扮した春一番が挨拶を行い、レフェリーの和田京平も山本高広のものまねや皆と混じって上島にストンピングをするなどのネタを披露した。たっちが途中から橋本真也に扮したため、ものまねながら闘魂三銃士が復活する一幕も。終盤はリング上の全員（和田レフェリーも含む）を巻き込んだ熱々おでん地獄が繰り広げられたが、最後は上島に誤爆して、そのまま上島がフォールを奪われた。上記のほか、有吉弘行、ノッチ、弾丸ジャッキー、ビックスモールン、スマイリーキクチ、360°モンキーズらが参戦した。また、全日本プロレスからはT28、真田聖也、KAI、征矢学が出場した。

### 第2回
リアクションハードコアマッチ
- 大仁田厚（上島竜兵）&タイガー・ジェット・シン（ノッチ）&テリー・ファンク（安田和博） vs ザ・シーク（団長）&アブドーラ・ザ・ブッチャー（HIRO）&ジャイアント・キマラ（クロちゃん）

上島&デンジャラスの「上島大サーカス」と「安田大サーカス」の対戦。リアクション芸・ふんどし芸満載の試合となった。上島と団長のふんどしの引っ張り合いから、上島が痛がってダウンしたところへHIROが毒針エルボーを落として勝利。
新日本ドリームマッチ! ハセケン vs 闘魂三銃士
- 馳浩（神奈月）&佐々木健介（ザ・たっちたくや） vs 蝶野正洋（原口あきまさ）&橋本真也（ザ・たっちかずや）

新日本を彩った名タッグと三銃士の闘い、のはずなのだが、たっちが両サイドに分かれているため妙な雰囲気の対戦に。大ものまね大会を繰り広げたのち、神奈月と原口がそれぞれたっちをフォール。
メーンまねんのか! あの名勝負をもう一度! 1/10のスケール再現マッチ
- ジャンボ鶴田（肥後克広） vs 三沢光晴（イジリー岡田）

ものまねながら、1990年6月8日の日本武道館での鶴田vs三沢戦を再現。当時と同じく若林健治アナウンサーの実況付きで、レフェリーも和田京平が務め、リングアナのタイガー木原は仲田龍のものまねでコールを行った。イジリーが肥後のバックドロップを切り返して片エビ固めで勝利。試合内容こそイジリーの高速ベロ攻撃などギャグを多分に交えたものだったが、2009年6月13日に三沢が急逝したばかりでの試合であり、試合後のイジリーは感極まった様子であった。上記のほか、寺門ジモン、パッション屋良、弾丸ジャッキー、ユリオカ超特Q、グラップラーたかし、古賀シュウ、ガンバレイシウバ（ダブルネーム・ジョー）が出場した。

## DVD
- ものまねプロレス軍団VS全日本プロレス F-1タッグチャンピオンベルト争奪史（2008年2月29日）（ポニーキャニオン）

F-1タッグ王座制定以前の武藤敬司&神奈月vs小島聡&イジリー岡田戦、F-1タッグ選手権試合の第1戦から第3戦を収録。
- ものまねプロレス祭2008 まねんのか!〜ファン待望!夢のオールスター戦、遂に開催!!〜（2009年1月30日）（ポニーキャニオン）

ものまねプロレス祭「まねんのか!」の第1回で行われた5試合を収録。「セミまねんのか! キン肉マン生誕29（にく）周年記念スペシャルタッグマッチ」は未収録。